# Commes
Commes (kɔmⓘ) es una población y comuna francesa, situada en la región de Baja Normandía, departamento de Calvados, en el distrito de Bayeux y cantón de Ryes.

## Demografía[3]
| 571 | 432 | 268 | 408 | 509 | 450 | 473 | 485 | 460 | 479 | 482 | 460 | 463 | 435 | 413 | 414 | 394 | 385 | 371 | 352 | 334 | 357 | 335 | 286 | 323 | 348 | 350 | 324 | 278 | 360 | 382 | 397 | 411 |
| Para los censos de 1962 a 1999 la población legal corresponde a la población sin duplicidades (Fuente: INSEE [Consultar]) |     |     |     |     |     |     |     |     |     |     |     |     |     |     |     |     |     |     |     |     |     |     |     |     |     |     |     |     |     |     |     |     |